# Nodophilomedidae
De Nodophilomedidae zijn een familie van uitgestorven kreeftachtigen uit de klasse van de Ostracoda (mosselkreeftjes).

## Geslacht
- Nodophilomedes Kornicker & Sohn, 2000 †